# Всякая всячина
«Вся́кая вся́чина» — первый русский сатирический журнал, выходивший во второй половине XVIII века, в период правления Екатерины II. Издавался в 1769—1770-х годах.

## История
Выходил с января 1769 года. Тираж первого выпуска составил 1692 экземпляра, следующие двенадцать вышли тиражом в 1500 экземпляров, затем количество экземпляров снизилось до 1000, последних шесть номеров отпечатано по 600 экземпляров. Вышло 52 выпуска в 1769 году и 18 дополнительных выпусков под заглавием «Барышек всякой всячины» — в 1770-м. Номера состояли из нескольких листков форматом в половину страницы школьной тетради. 
Издавался Г. В. Козицким, секретарём Екатерины II. Кроме самой императрицы в журнале участвовали: А. О. Аблесимов, Н. Ф. Берг, И. П. Елагин, Г. В. Козицкий, А. П. Сумароков, граф А. П. Шувалов, А. В. Храповицкий, Н. И. Титова.
Значительную часть материалов составляли переводы и переделки из французской редакции английского журнала Аддисона «The Spectator» (1711–1712). Из него заимствовалась и форма, и характер сатиры.
Журналом высмеивались общечеловеческие слабости и недостатки. Нравоучение преподносилось с подчёркнутой снисходительностью к людским недостаткам. Обличая пороки, журнал не затрагивал отдельных лиц и конкретные недостатки государственного и социального строя России. 
В 1892 году «Всякая всячина» была полностью переиздана в журнале «Будильник», в 1893 году вышла отдельным изданием. 